# Kyschtut (Kirgisistan)
Kyschtut (kirgisisch Кыштут) ist ein Dorf in Kirgisistan mit 1403 Einwohnern (Stand 2023).

## Geographie
Das Dorf liegt im Rajon Batken des Oblus Batken. Es ist der Landgemeinde Kyschtut untergeordnet. Das Dorf liegt im zentralen Teil des Rajon, am linken Ufer des gleichnamigen Flusses Kyschtut, einem Nebenfluss des Soʻx. Es befindet sich in einer Entfernung von etwa 30 Kilometern (Luftlinie) südöstlich der Stadt Batken, dem Verwaltungszentrum des Rajon und des Oblus.

## Bevölkerung
| Jahr | Einwohner |
| ---- | --------- |
| 2009 | 0962      |
| 2015 | 1259      |
| 2023 | 1403      |

Anmerkung: 2009 Volkszählungsdaten, 2015–2023 Fortschreibung